# Gmina Dayton (hrabstwo Butler)

Położenie Gminy Dayton w hrabstwie Butler

Gmina Dayton (ang. Dayton Township) – gmina w USA, w stanie Iowa, w hrabstwie Butler. Według danych z 2000 roku gmina miała 323 mieszkańców.